# سپیدگوهر

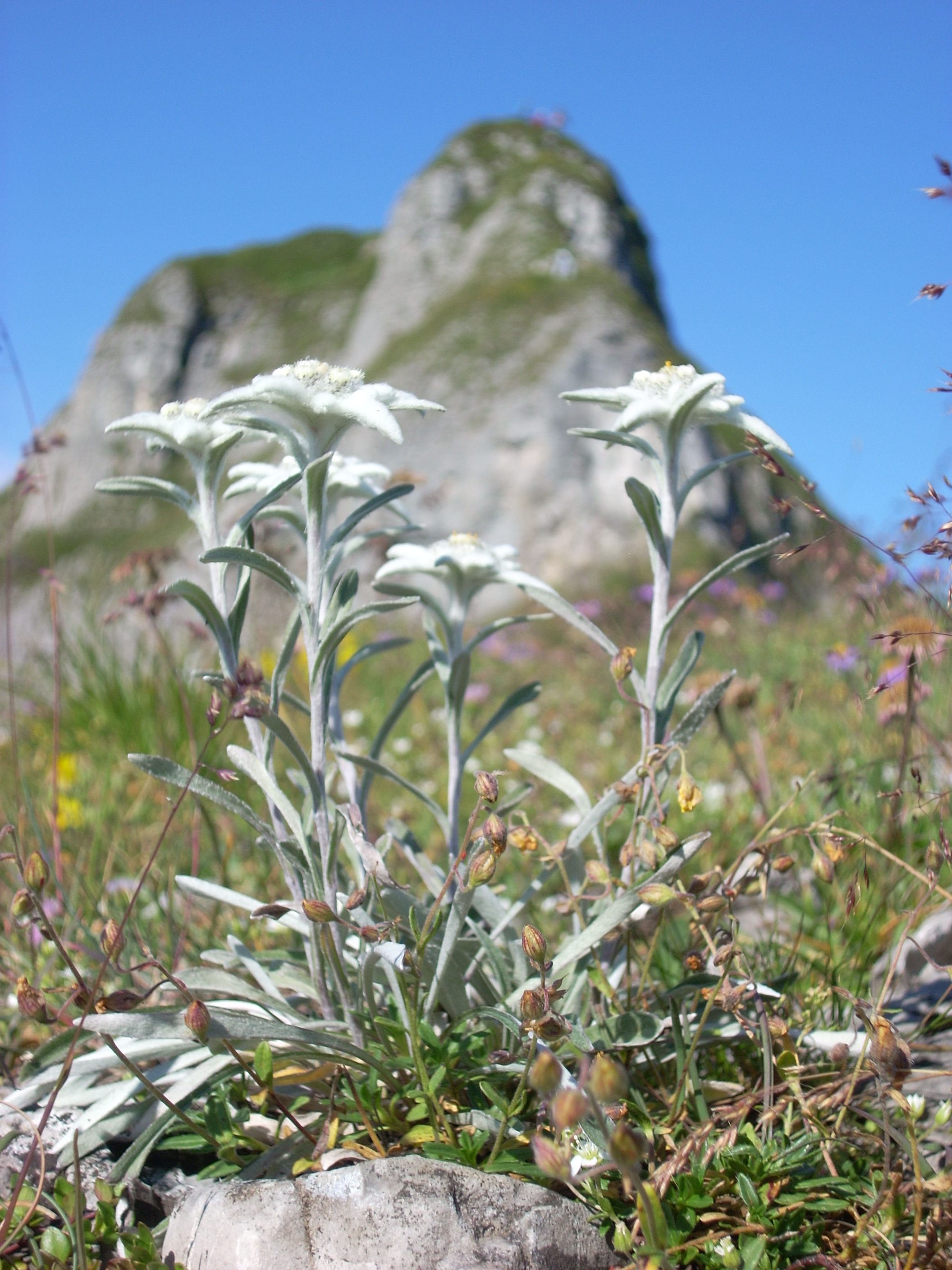
سپیدگوهر آلپ

سپیدگوهرِ آلپ (به آلمانی: Alpen-Edelweiß) نام گیاهی از گونه لونتوپودیوم و از تیره کاسنیان است. این گل مشهورترین نماد کوهستان آلپ است. این گل با نام‌های قدیفه ، ابزازالعذرا یا آمارنطون نیز شناخته می‌شود.

## گیاه
این گیاه که طول ساقه آن بین ۵ تا ۴۰ سانتی‌متر است به صورت قائم یا خوابیده رشد می‌کند. بیشتر انواع آن دارای ساقه پرزدار پشم‌گون است. متناوباً دارای ساقه‌های مارپیچ و در برخی گونه‌های بومی برگ‌های فاقد ساقه می‌باشند. هر دو سوی برگ این گیاه لطیف و دارای حالت پشم‌گون نمدی است و گاهی رنگ سفید و خاکستری دارد.

## نگارخانه

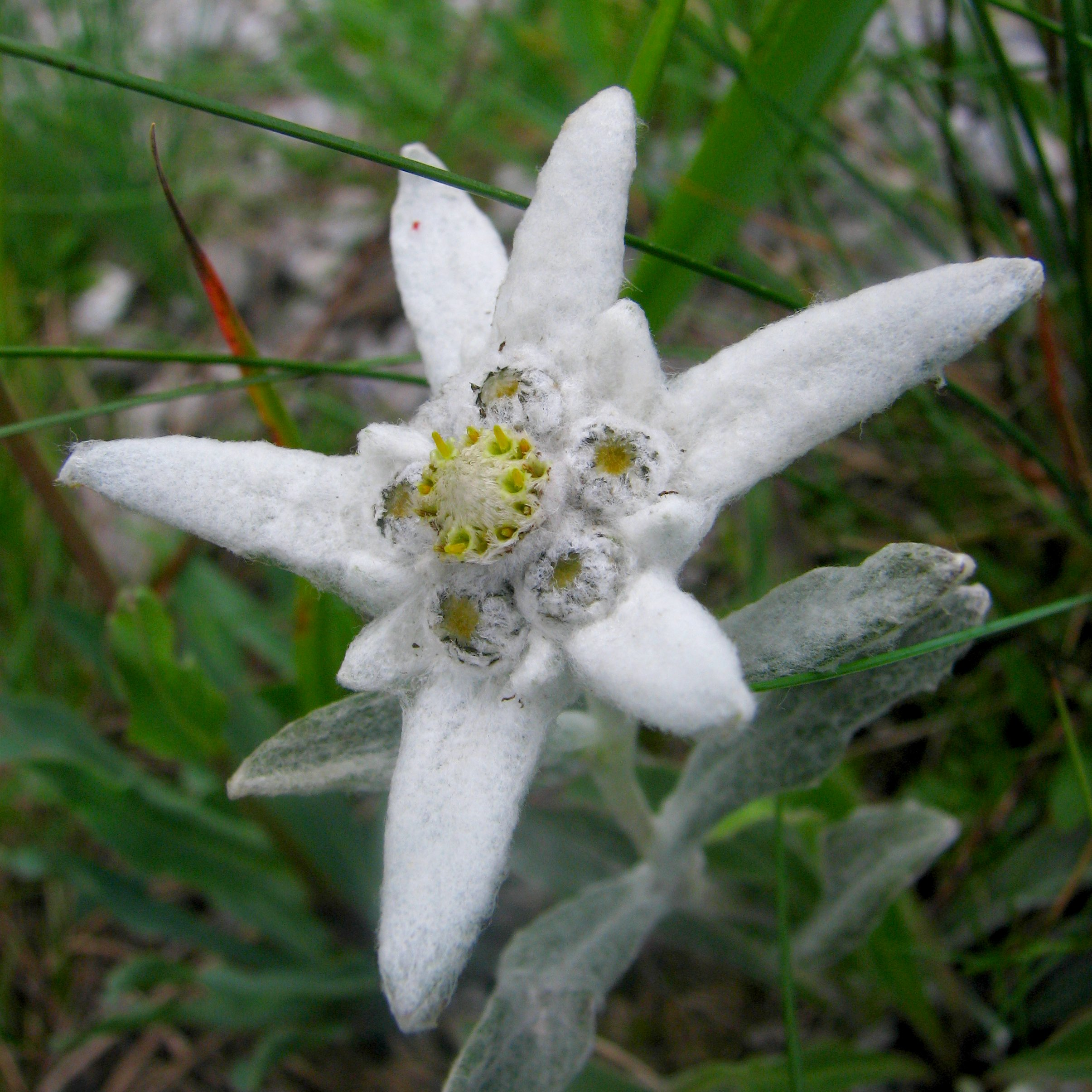
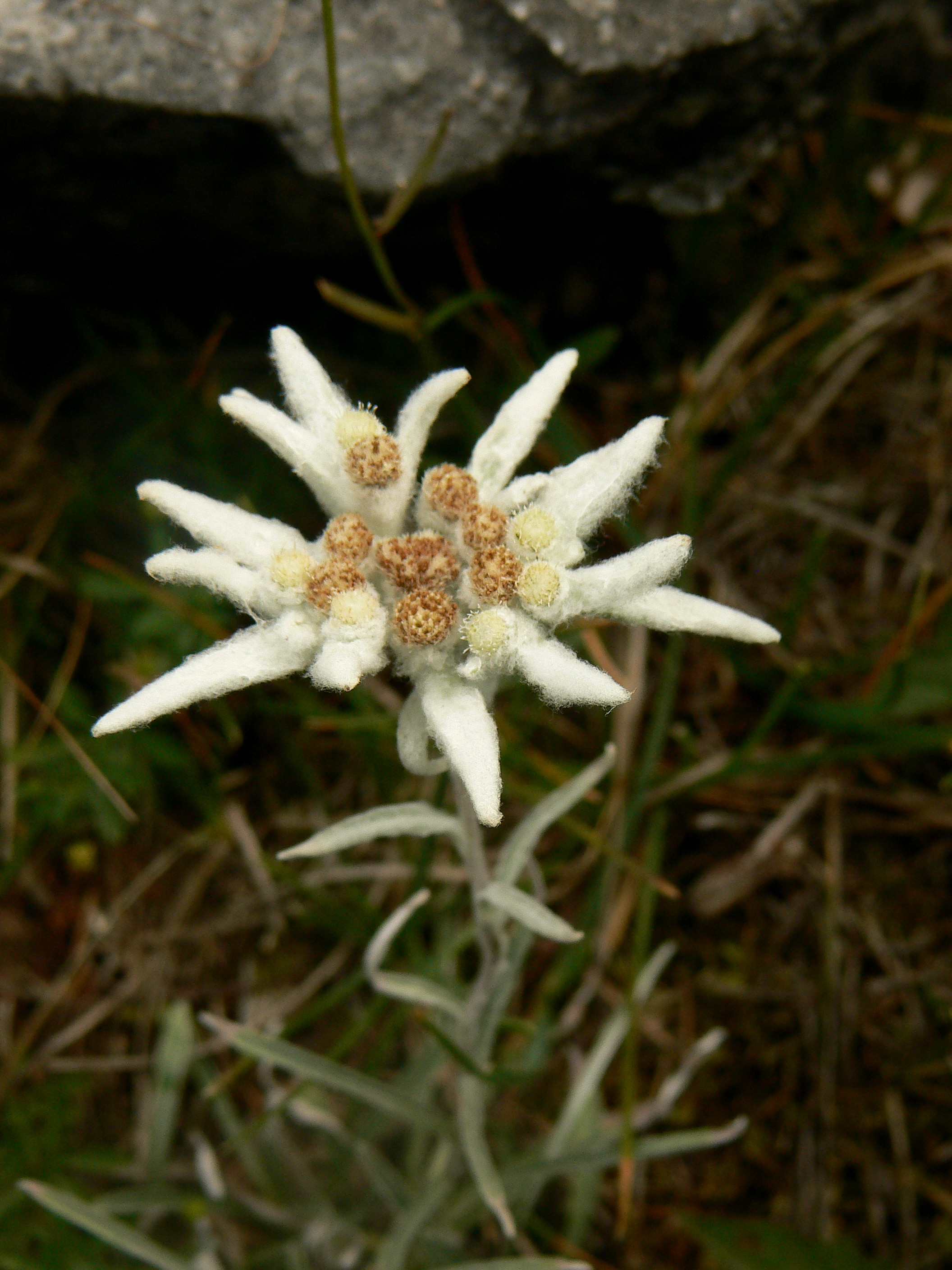
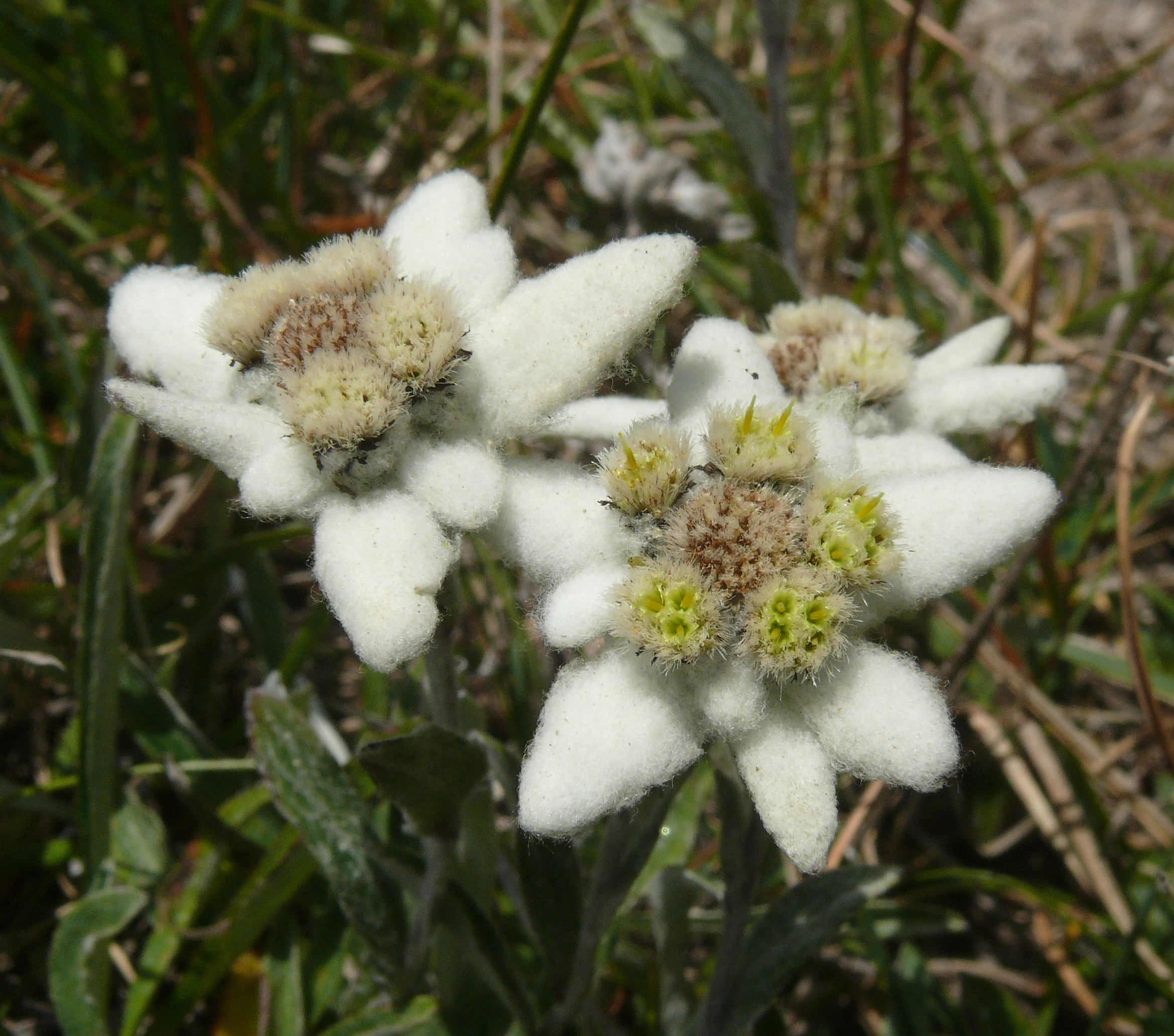
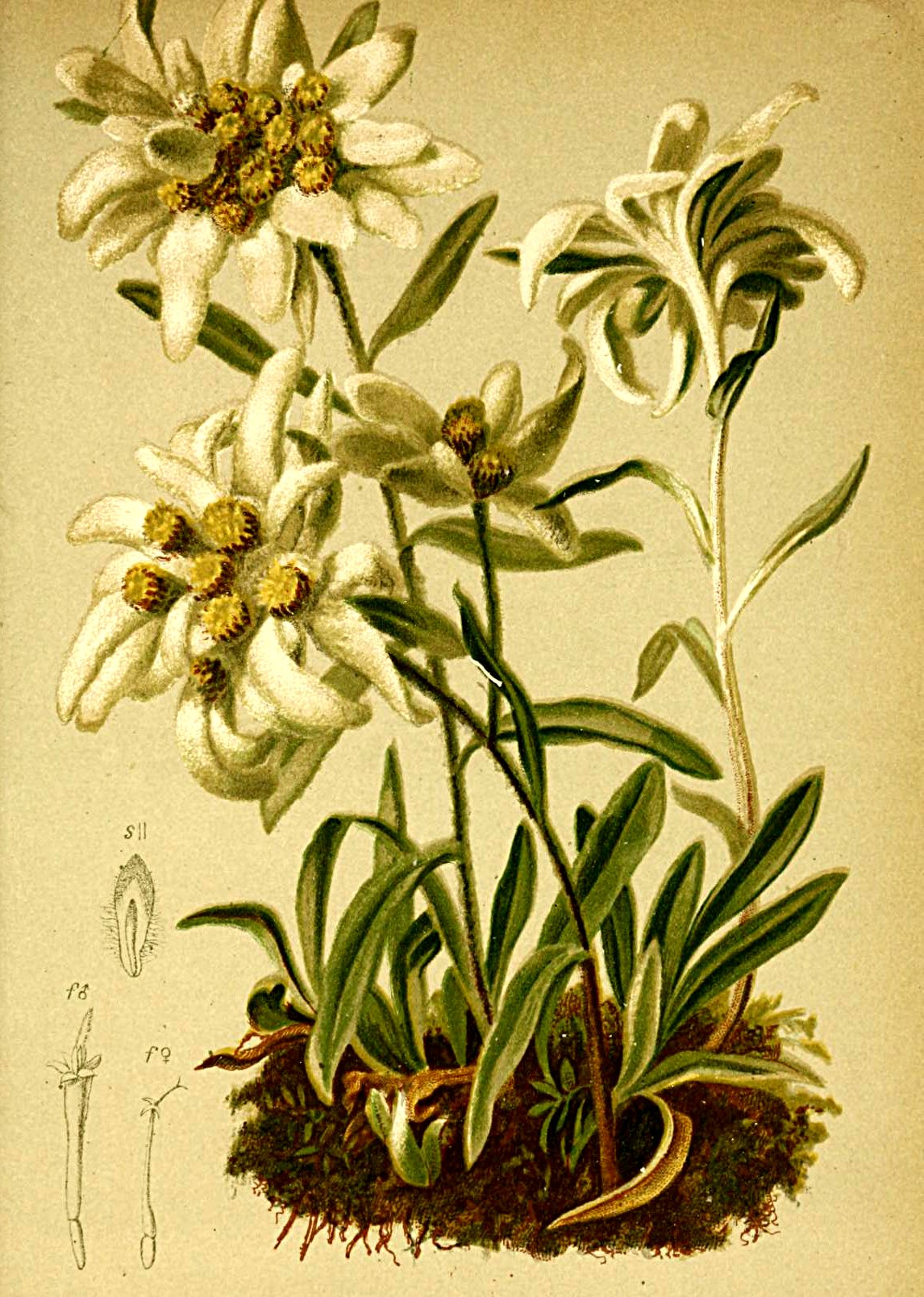

## نماد

### اتریش
- باشگاه اسکی آلپاین اتریش
- سکه ۲ سنتی
- لشکر ششم زرهی اتریش

### آلمان
- باشگاه اسکی آلپاین آلمان

### سوییس
- جهانگردی سوییس
- ارتش سوییس
- هواپیمایی ادل‌وایس
- ۵ فرانکی سوییس